# The Pepsi E.P.
The Pepsi E.P. es el primer extended play de la cantautora colombiana Shakira. Fue publicado el 4 de octubre de 2003 por las discográficas Sony Music Entertainment y Columbia Records. El EP contiene seis canciones, algunas destinadas a varios anuncios lanzados por Pepsi entre 2002 y 2003.
Anteriormente, Pepsi había lanzado dos EP para Europa y Estados Unidos (en 2002 y 2003), mientras que para Latinoamérica se lanzaron en 2003 una serie de mini CD's llamados PepCDS, donde los mini CD 1 y 4 contenían canciones de Shakira (una remezcla de «Un poco de amor» y «Pide más», respectivamente) y otros artistas.

## Antecedentes y composición
El EP fue producido por Shakira, excepto "Knock On My Door", escrita por Luis Fernando Ochoa. Por cada canción que salió en inglés, salió una versión en español (también se lanzó una versión internacional de "Ask for More"). La versión en inglés de "Inevitable" nunca se incluyó en ningún EP de Pepsi, solo se incluyó en los formatos "Fan made" la versión en vivo de dicha canción.

## Lista de canciones
| N.º   | Título                                                                | Escritor(es)                 | Duración |  |
| 1.    | «Knock On My Door»                                                    | Luis Fernando Ochoa, Shakira | 3:40     |  |
| 2.    | «Knock On My Door/Pideme El Sol» ("Knock On My Door" Spanish Version) | Luis Fernando Ochoa, Shakira | 3:40     |  |
| 3.    | «Ask for More»                                                        | Shakira                      | 3:35     |  |
| 4.    | «Ask for More/Pide Más» ("Ask for More" Spanish Version)              | Shakira                      | 3:35     |  |
| 5.    | «Ask for More» (Versión instrumental)                                 | Shakira                      | 3:39     |  |
| 6.    | «Inevitable (English Version)»                                        | Shakira                      | 3:13     |  |
| 15:27 |                                                                       |                              |          |  |